# Distrito de Kamrup
Kamrup (en asamés; কামৰূপ গ্ৰাম্যাঞ্চল জিলা) es un distrito de India en el estado de Assam. Código ISO: IN.AS.KR.
Comprende una superficie de 6 882 km².
El centro administrativo es la ciudad de Guwahati.

## Demografía
Según censo 2011 contaba con una población total de 1 517 202 habitantes, de los cuales 737 594 eran mujeres y 779 608 varones.